# Baniu, Gorj
Baniu este un sat în comuna Borăscu din județul Gorj, Oltenia, România.

## Etimologie
În documente, apare menționat sub mai multe denumiri: Baniu de Calopăr, Baniu de Raci, Baniu de Strâmba, Baniu de Sus, Baniu de Jos. În stadiul actual al cercetării istorice, se cunoaște că Baniu de Jos este identic cu Baniu de Calopăr, iar Baniu de Sus cu Baniu de Raci.
În ceea ce privește etimologia numelui, există mai multe ipoteze. Una dintre ele, venind pe cale orală, susține că numele satului ar fi provenit de la un general austriac, Alexander Banium. Acesta, ajungând în zonă, se închină la biserica din sat, lăsând pe masa din altar un ban pe care era scris numele său, cerând ca satul să-i poarte numele. Această legendă a fost povestită cu cinci decenii în urmă învățătorului Alexandru Enache de către Gheorghe Fețeanu, în etate de peste 76 de ani, la vremea aceea. Aici se impune un scurt, dar necesar comentariu. Fiind vorba despre un general austriac, este puțin probabil ca acesta să fi luat hotărârea de a se închina la o biserică ortodoxă, având în vedere ce a făcut generalul Adolf Nikolaus von Buccow cu bisericile românești din Ardeal. 
O altă părere, susținută tot oral, consideră că numele satului vine de la jucatul banilor, în Piscul Calului. 
Dicționarul Toponimic al României (Oltenia), stabilind etimologia cuvântului, consideră că acest toponim își are originea în substantivul propriu Banea.

## Istorie
Fiind atestat documentar în 1835, satul Baniu a depins, politico-administrativ, de comuna Raci, fiind amintit în Indicatorul numelor de sate din anii 1865, 1873, 1887, 1896, 1926, 1932, 1941, 1943, 1950, 1956. 
Așezare cu largă deschidere, spre Borăscu, Strâmba-Jiu, Ohaba-Jiu și Raci, satul Baniu a aparținut, până în anul 1968, comunei Raci. O scurtă perioadă de timp, a făcut parte din comuna Valea cu Apă (1930). După 1968, satul a fost inclus în comuna Borăscu.

### Atestare documentară
În ceea ce privește atestarea documentară, s-au formulat două păreri. Prima susține că așezarea ar fi atestată documentar la 1586, pornindu-se de la un hrisov din 15 iunie 1586, cu referire la moșia mănăstirii Strâmba.
A doua părere a fost susținută de învățătoarea Ecaterina Răceanu. Aceasta pledează pentru atestarea așezării în anul 1609, când este amintită moșia Stejarul de Jilț, aparținând mănăstirii Strâmba. Autoarea consideră că toponimicul Stejarul de Jilț este același cu Racii de Jos, care, mai târziu, s-a numit Baniu. Această părere a fost infirmată de alte lucrări istorice, care consideră că în documentele din 29 august 1544, 19 iunie 1548 și 30 aprilie 1609 este vorba despre satul „Stejarul Jilțului”, actualul sat Fântânele din comuna Urdari.
Opinăm că satul Baniu a fost în vechime cunoscut sub numele de Racii de Jos, schimbarea de nume producându-se la începutul secolului al XIX-lea. Așezarea este menționată de harta rusă de la 1835 (Baneo). La 1864, satul Baniu face parte din comuna Raci, alături de cătunele Raci și Artanu. După această dată, satul apare permanent în statisticile administrative din 1873, 1887, 1898, 1912 etc. În anul 1912, acesta apare sub numele de Baniu de Raci. În secolul al XX-lea, așezarea își păstrează statutul de sat al comunei Raci, până la organizarea teritorial-administrativă din 1968, când va intra în componența comunei Borăscu.

## Geografie
Baniu este așezat pe șoseaua comunală de la pădure până la zona de confluență a Jilțului Mic cu Jilțul Mare.

## Economia, învățământul și populația
Omenii din Baniu erau recunoscuți pentru organizarea gospodăriilor lor, pentru calitățile lor de cărăuși și pentru istețimea minții. Primele așezări umane au fost întemeiate pe dealul dinspre est. Odată cu creșterea demografică, sătenii își ridică casele de-a lungul șoselei comunale. 
În trecut, mulți dintre locuitorii satului au lucrat pe pământurile boierilor. La 1864, țăranii din Baniu au primit pământ din proprietatea boierului Ioan Lehoveanu, toți fiind înregistrați la categoria celor care au clăcuit cu brațele. Au primit câte 4 pogoane și 15 prăjini fiecare.
Până la 1921, făceau cărăușie la gara din Strehaia, unde duceau produsele proprietarilor, și în satele învecinate, unde duceau lemne din „Pădurea Statului”.
Atât ca suprafață, cât și ca populație, satul Baniu a fost satul cel mai mic al comunei Raci. Deși din 1968 satul a fost integrat comunei Borăscu, locuitorii sunt orientați matrimonial și ca tradiții spre satele Raci și Nucetu.
Dintre familiile care vin din vechime, amintim: Mitu, Strehăianu, Fețeanu, Stuparu, Deatcu, Bozon, Merlă.
În sat a ființat o școală primară care și-a avut începuturile în anul 1841. Era asociată cu școala din Ohaba. Elevii claselor V-VIII au urmat cursurile școlii din Raci, câtă vreme aceste clase au existat.
Satul a relaționat economic, comercial, sanitar și matrimonial cu localitățile Borăscu, Ohaba-Jiu, Strâmba-Jiu și orașul Strehaia. După 1966, s-au îndreptat spre Rovinari, apoi și spre Turceni și Mătăsari.
Satul a beneficiat din plin de oportunitățile oferite de larga luncă a Baniului, de întinsul izlaz și de vecinătatea cu „Pădurea Statului”. O rețea de drumuri sătești și intercomunale a contribuit la deschiderea așezării spre localitățile învecinate (Borăscu, Strâmba-Jiu, Gârbov, Ohaba-Jiu).
Populația Satului este de 236 de locuitori.

## Cătunul Antonești
Cătunul Antonești este un cătun din satul Baniu, Comuna Borăscu, Județul Gorj, Oltenia, România.

### Istorie
Așezare mică, aflată în extremitatea sudică a fostei comune Raci, satul Antonești apare cel mai târziu în baza documentară (după Primul Război Mondial). În anul 1921, în tabelele de împroprietărire, locuitorii din acest sat apar înregistrați la satul Baniu. Amintit în Indicatorul de nume al satelor din 1926, cătunul Antonești a făcut parte permanent din aceleași comune din care a făcut parte și satul Baniu.
Așezarea s-a întemeiat la poalele Dealului Antoneștilor, locuitorii fiind, din vechime, clăcași pe moșiile boierești. Așezarea era mică, atât ca număr de locuințe, cât și ca număr de locuitori. Ca unitate teritorială distinctă, satul apare în anul 1930, cu ocazia recensământului general al populației. La recensământul din 1930 au fost înregistrate 68 de persoane, care locuiau în 16 gospodării. Tendința generală a fost de scădere a numărului de gospodării și, implicit, a numărului de persoane. La recensământul din 15 martie 1966, în cătunul Antonești existau nouă gospodării în care trăiau 21 de persoane.
După cum s-a mai precizat, satul s-a depopulat după 1960, în 1966 înregistrându-se doar nouă gospodării. Din anul 1968, satul Antonești a intrat, alături de satul Baniu, în componența comunei Borăscu.

### Geografie
Antonești este așezat pe dealul Antoneștilor pe direcția vest-est, la 500 m de șoseaua comunală. Până în anul 1968, satul se afla la granița cu comuna Borăscu (pe atunci Livada).

### Etimologie
Toponimicul reprezintă numele unui grup de persoane (Antoneștii). La începutul secolului al XX-lea, cei mai mulți dintre locuitorii cătunului purtau numele Antonie. În 1921, pe tabelele celor îndreptățiți să primească pământ, 40% purtau numele de Antonie (în tabelele de împroprietărire, apar Marin Antonie, Aurica Șt. Antonie și Simion Antonie).

### Economie
Cătunul s-a integrat economic satului Baniu, având largă deschidere, de asemenea, spre localitățile Borăscu, Ohaba-Jiu și Strehaia.
Din punct de vedere școlar, satul a fost legat cel mai mult timp de Ohaba-Jiu. După ce s-a înființat o scoală de sine stătătoare în Baniu, elevii din Antonești vor urma aici cursurile primare, iar cursurile claselor V - VII, la școala din satul Raci (unii dintre ei s-au îndreptat și spre Borăscu).

## Vechea biserică„Sfântul Nicolae”
O parte din slujitorii acestei biserici ne sunt cunoscuți din registrele de stare civilă. Astfel, în anul 1864, în biserica „Sfântul Nicolae” din Baniu, săvârșea serviciul divin preotul Constandin Ghica. Conform actelor de stare civilă, în anul 1859, preotul Constandin Gica oficiase două botezuri două căsătoriri.
Starea clădirii bisericești, asemenea celorlalte așezăminte religioase, era precară. Aceasta se datora faptului că biserica era întreținută de enoriași, ale căror venituri erau modeste. După cum aflăm dintr-o informare din anul 1895, biserica „Sfântul Nicolae” din Baniu a avut danie de la ctitori șapte-opt pogoane de pământ. Se pare că o parte a pământului, în timp, a fost pierdută. Dintr-o statistică a Protoieriei Târgu-Jiu, din anul 1876, reiese că aceasta mai dispunea de șase pogoane de pământ. În anul 1876, biserica era înregistrată cu șase pogoane, iar în anul 1885, mai avea trei pogoane de pământ. În anul 1900, în comuna Raci, pentru serviciile divine, se plăteau următoarele sume: 2,50 lei pentru o cununie, 2 lei pentru un botez, 10 lei pentru înmormântare.
În martie 1875, au fost confirmat ca preot al bisericii Constandin Ghica. Statistica pe anul 1883, referitoare la încadrarea bisericilor din comuna Raci cu personal de cult, arată că erau permanent restante la plata personalului bisericilor:
- satul Baniu, biserica „Sfântul Nicolae”, preot Constandin Ghica, 48 de familii de enoriași, dispunea de pământ, trei căsătorii efectuate, preotului nu i se achitase plata.
Cu toate că trăia în mari greutăți, clerul, asemenea întregului popor român, va răspunde pozitiv chemării lansate, la 28 mai 1877, de episcopul Athanasie Râmniceanu, ca prin ofrande de tot felul și după puterile sale să contribuie la susținerea armatei române. Pe lista preoților din plasa Jiu, care au donat ofrande pentru armata română, este trecut și preotul Constandin Ghica.

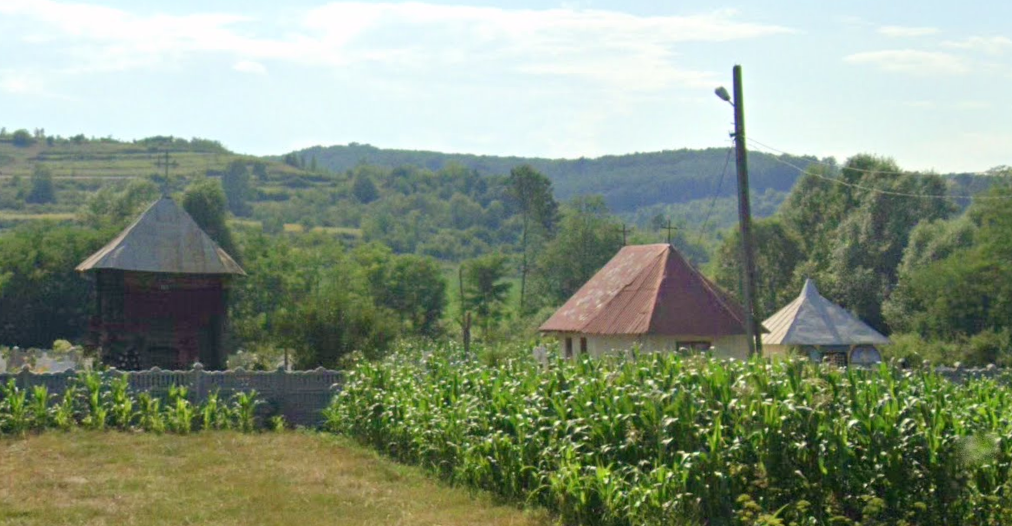
Cimitirul și capela din Baniu

În biserica „Sfântul Gheorghe” din Negomir, pe un Minei, se păstrează o însemnare făcută de preotul loan Topeștianu după slujba ținută cu ocazia trecerii Dunării de către armata română. La toate bisericile din Negomir și Raci, la 8 septembrie 1877, s-au săvârșit parastase pentru sufletele ostașilor creștini căzuți pe câmpurile de luptă din Balcani.
Biserica din Baniu avea 21 de cărți de cult.
Între anii 1893 și 1906, se constată o împuținare a numărului bisericilor și a slujitorilor lor. Unele biserici, unde numărul enoriașilor era mic, au căzut in ruină. În anul 1894, biserica din Baniu era considerată ruinată. La 3 mai 1901, parohul bisericii „Sfinții Voievozi” din Raci, Ion Berculescu, spunea cu adâncă mâhnire că:
„bisericile din parohia Raci sunt în stare rea și se întrețin de cele necesare de către locuitori (...) cimitirele sunt stricate, umbla animalele peste morți”. 
După cum afirmă preotul paroh, din anul 1896, bisericile nu au mai primit fonduri din bugetul comunei, lipsindu-le untdelemnul și lumânările, iar salariile nu s-au mai plătit. În anul 1906, cele trei biserici erau în ruină. 
În anii 2000, sub păstorirea preotului Dumitrașcu-Cosmin Bălan, se va construi o capelă în cimitirul din Baniu.